# Христина Ингесдоттер
Христина Ингесдоттер (умерла 18 января 1122) — шведская принцесса, первая жена Мстислава I Владимировича Великого, князя новгородского, потом (уже после её смерти) великого князя киевского, дочь короля Швеции Инге Стенкильсона из династии Стенкилей и Хелены, сестры шведского короля Блот-Свена.
Известно о ней очень мало. Год её рождения неизвестен. Сведения о происхождении и браке Христины базируются на акте, датированном 1194/1195 годом, в котором указывается о кровном родстве между французским королём Филиппом II Августом и его второй женой Ингеборгой Датской, на основании которого был обоснован их развод.
В Новгороде сохранилась берестяная грамота, повествующая о том, что у Христины была украдена рабыня, и посадник тут же начал расследование и поиск виновного. Археологи также обнаружили личную печать Христины, на которой изображена женщина в короне и с нимбом, на обороте надпись на греческом языке: «Святая Христина». Исследователи высказали предположение, что печать была изготовлена греческими мастерами по заказу Владимира Мономаха в качестве подарка для невестки. На фресках новгородской церкви Спаса на Нередице обнаружены изображение Святой Христины, которое, по ряду предположений, может являться портретом княгини. Это может свидетельствовать о том, что Христина почиталась в Новгороде как местночтимая святая.

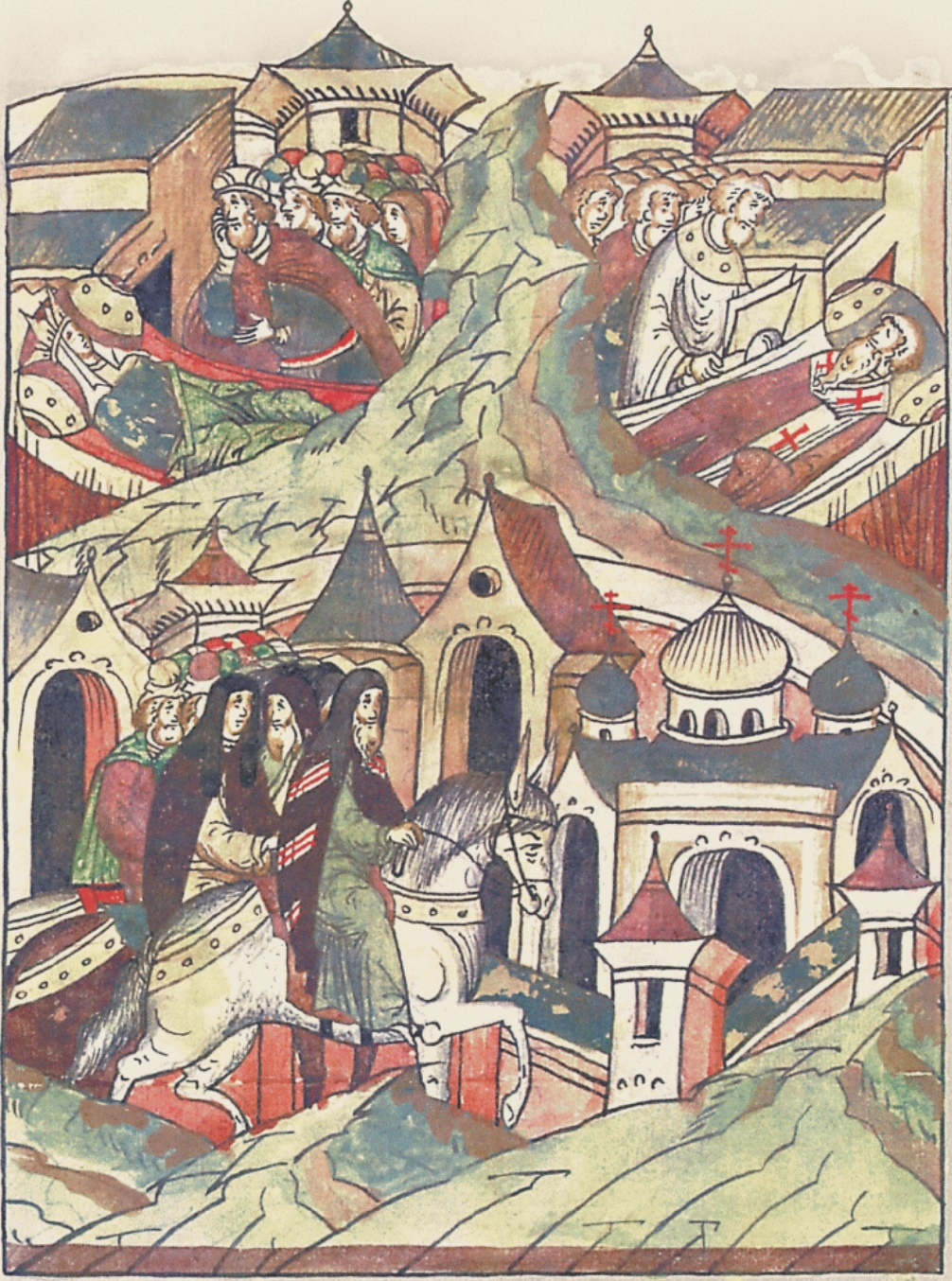
Мстислав у смертного одра Христины (вверху слева). Из Лицевого летописного свода XVI в.

Умерла Христина, вероятно, в Белгороде (куда в 1117 г. Мономах перевёл Мстислава) 18 января 1122 года. О месте погребения тела её сведений нет.
В 1095 году Христина была выдана замуж за новгородского князя Мстислава Владимировича. От этого брака родились следующие дети:
- Ингеборга — вышла замуж за датского князя Кнуда Лаварда.
- Мальмфрида — вышла замуж за Сигурда I Норвежского, затем Эрика II Датского.
- Евпраксия — вышла замуж за Алексея Комнина, сына византийского императора Иоанна II Комнина
- Всеволод — князь новгородский (1117—1136)
- Мария — вышла замуж за Всеволода Ольговича, великого князя киевского
- Изяслав — великий князь киевский
- Ростислав — великий князь киевский
- Святополк — князь полоцкий, псковский, берестейский, новгородский, луцкий и владимиро-волынский
- Рогнеда, вышла замуж за Ярослава Святополчича, князя волынского
- Ксения, вышла замуж за Брячислава Давыдовича, князя изяславского